# Víktor Lissitski
Víktor Lissitski (en rus: Виктор Лисицкий) (Magnitogorsk, Unió Soviètica 1939) és un gimnasta artístic rus, ja retirat, guanyador de cinc medalles olímpiques sota bandera de l'URSS.

## Biografia
Va néixer el 18 d'octubre de 1939 a la ciutat de Magnitogorsk, població situada a l'óblast de Txeliàbinsk, que en aquells moments formava part de la República Socialista Federada Soviètica de Rússia (Unió Soviètica) i que avui dia forma part de Rússia.

## Carrera esportiva
Va participar, als 24 anys, en els Jocs Olímpics d'Estiu de 1964 realitzats a Tòquio (Japó), on va aconseguir guanyar la medalla de plata en el concurs complet (individual), empatant amb el seu compatriota Borís Xakhlín i el japonès Shuji Tsurumi; en concurs complet (per equips); l'exercici de terra, compartint plata amb el japonès Yukio Endo; i en la prova de salt sobre cavall. Així mateix finalitzà quart en la prova de barra fixa i cinquè en les barres paral·leles, aconseguint sengles diplomes olímpics, com a resultats més destacats.
En els Jocs Olímpics d'Estiu de 1968 celebrats a Ciutat de Mèxic (Mèxic) no tingué tanta sort, i únicament va poder revalidar la seva medalla de plata en la prova del concurs complet (per equips), finalitzant catorzè en el concurs complet (individual) com a resultat més destacat.
Al llarg de la seva carrera guanyà dues medalles en el Campionat del Món de gimnàstica artística, totes elles de plata, i dotze medalles en el Campionat d'Europa de la disciplina, entre elles set medalles d'or.